# フリードリヒ6世 (ヘッセン＝ホンブルク方伯)
フリードリヒ・ヨーゼフ・ルートヴィヒ・カール・アウグスト（ドイツ語：Friedrich VI. Joseph Ludwig Carl August、1769年7月30日 - 1829年4月2日）は、ヘッセン＝ホンブルク方伯（在位：1820年 - 1829年）。オーストリア（ハプスブルク君主国）の軍人として活躍した。ヘッセン＝ホンブルク方伯フリードリヒ5世と、その妻のルートヴィヒ9世と夫人ヘンリエッテ＝カロリーネの娘であるカロリーネとの間に生まれた長男である。

## 人物
ホンブルクに生まれ、弟のルートヴィヒと共に、宗教的で人文主義的な精神に基づく教育を受けて育つ。ゲンフで学んだのちオーストリア軍に入隊し、「フリッツ」と呼ばれる。すでに9歳の時にロシア軍歩兵大尉に任じられていたが、実際に任務につくことはなかった。もっともフリードリヒは、方伯フリードリヒ3世とその子らによって、ロシア皇帝の宮廷でも通用するほどの十分な教育を受けていた。
フリードリヒは、歩兵連隊「フォン・シュタイン」の大尉として軍務についた。ブラバントにおける反乱を鎮圧し、またトルコ戦争においてロシア軍を支援した。カラファトの戦いでオーストリア軍が勝利した際には、トスカーナ軽騎兵隊の先頭に立って敵陣に突撃し、その戦功によってマリア・テレジア騎士十字章を授与されたうえ、1790年12月19日には軽騎兵少佐に任じられている。
1792年には、バイエルンの胸甲騎兵連隊「ホーエンツォーレルン＝ヘッヒンゲン」の中佐として第一次対仏大同盟戦争に参加し、1794年に大佐に昇進した。その後フリードリヒは、1797年までガリツィアのモデナ軽騎兵隊の指揮官を務めた。1796年にはオーバーライン軍の連隊も指揮したが、ドナウ河畔のノイブルクの戦いで負傷する。
ナポレオン戦争時には「大胆な騎兵隊長」と称され、急速に昇進した。カール大公指揮下の少将および騎兵旅団長としてシュヴァーベンにいた際には、シュトックアッハの戦いに参加。1803年、フリードリヒは第4軽騎兵連隊「ヘッセン＝ホンブルク太子」（略称「ヘッセン＝ホンブルク軽騎兵隊」）の司令官となる。
第三次対仏大同盟戦争時の1805年には中将に任じられ、ウルム戦役では司令官のマック中将指揮下の師団長としてエルヒンゲンの戦いに参加したが、ドナウ河の橋梁防衛戦で負傷し、フランス軍の捕虜となる。1809年、再びカール大公の指揮下に入り、アスペルンの戦いに参加。予備軍の騎兵師団の指揮をとった。ヴァグラムの戦いに際しては、アーデルクラーの防衛戦で戦功をたてた。
1813年にフリードリヒは騎兵大将に任じられ、ドレスデンの戦いに参加。プラウエンとシュトレーラの中央で軍を率いた。弟グスタフが連隊長を務めていた「ヘッセン＝ホンブルク軽騎兵隊」と共に、フリードリヒは「予備軍」の指揮官としてライプツィヒの戦いに参加し、重傷を負ってしまう。1814年に、フリードリヒはまずディジョン、次いでリヨンを占領し、南部方面軍の上級司令官となった。1815年、マリア・テレジア指揮官十字章を授与される。最終的に、騎兵大将の階級で1819年にオーストリア軍を退役した。
1814年、フリードリヒはイギリス王室の舞踏会の際に、ジョージ3世の娘である王女エリザベスと知り合う。軽騎兵の軍服を着たこのオーストリア将校を見かけたとき、エリザベスは「もし彼が独身なら、私が結婚するわ!」と言ったとされている。2人はあらゆる反対をはねのけ、1818年4月7日にロンドンで結婚式を挙げた。互いに相手を認め合い尊敬し合ってはいたが、しかし真の「恋愛結婚」ではなく互いの利益のためであった。1820年1月、フリードリヒ6世として方伯の地位につく。夫人の持参金と年金とによって、彼にはヘッセン＝ホンブルクの財政を立て直すのに十分な資金力があった。一方のエリザベスは、堅苦しい宮廷マナーから抜けだすことができた。
フリードリヒは「英国式の翼」やデザインされた農場の建設など、城の様々な改修工事を行った。また、ゴシック式家屋の建築やバート・ホンブルク墓地の聖墓所の建て直しも彼の施政下に行われた。しかしフリードリヒは1829年に急死し、バート・ホンブルク城の地下納骨堂に葬られた。白い塔には古めかされて後期中世風の鎧を着たフリードリヒ6世方伯爵の石像があり、ケールハイムの解放広間には記念碑がある。彼の死まで、オーストリア第4軽騎兵連隊は「ヘッセン＝ホンブルク太子」の名を冠していた。